# La Quebrada
La Quebrada este o stâncă cu o înălțime de 45 de metri, cu un canal de șapte metri lățime și patru metri adâncime, situat în portul Acapulco, Guerrero, în sudul Mexicului, care a fost creat prin dinamizarea unei stânci de coastă. Este unul dintre cele mai faimoase locuri de atracție din Acapulco. Stânca este cunoscută pentru evenimentele sale obișnuite de sărituri de pe stâncă. Ca atracție turistică încă din 1934, săritori profesioniști așa numiții clavados, sar de la o înălțime de peste 29 de metri în apă. Săritorii distrează turiștii sărind pe oricare dintre cele două terase ale stâncii, una având o înălțime de 12 m și alta de 24 de metri. Săritorii trebuie să calculeze momentul potrivit pentru a sari pentru a prinde un val de intrare în golf și pentru a evita răniri grave sau chiar moartea.
Într-unul din pereții falezei există o potecă și un restaurant unde turiștii se adună pentru a privi săritorii care se scufundă în apa golfului și pentru a vedea pelicanii care se scufundă pentru pește.

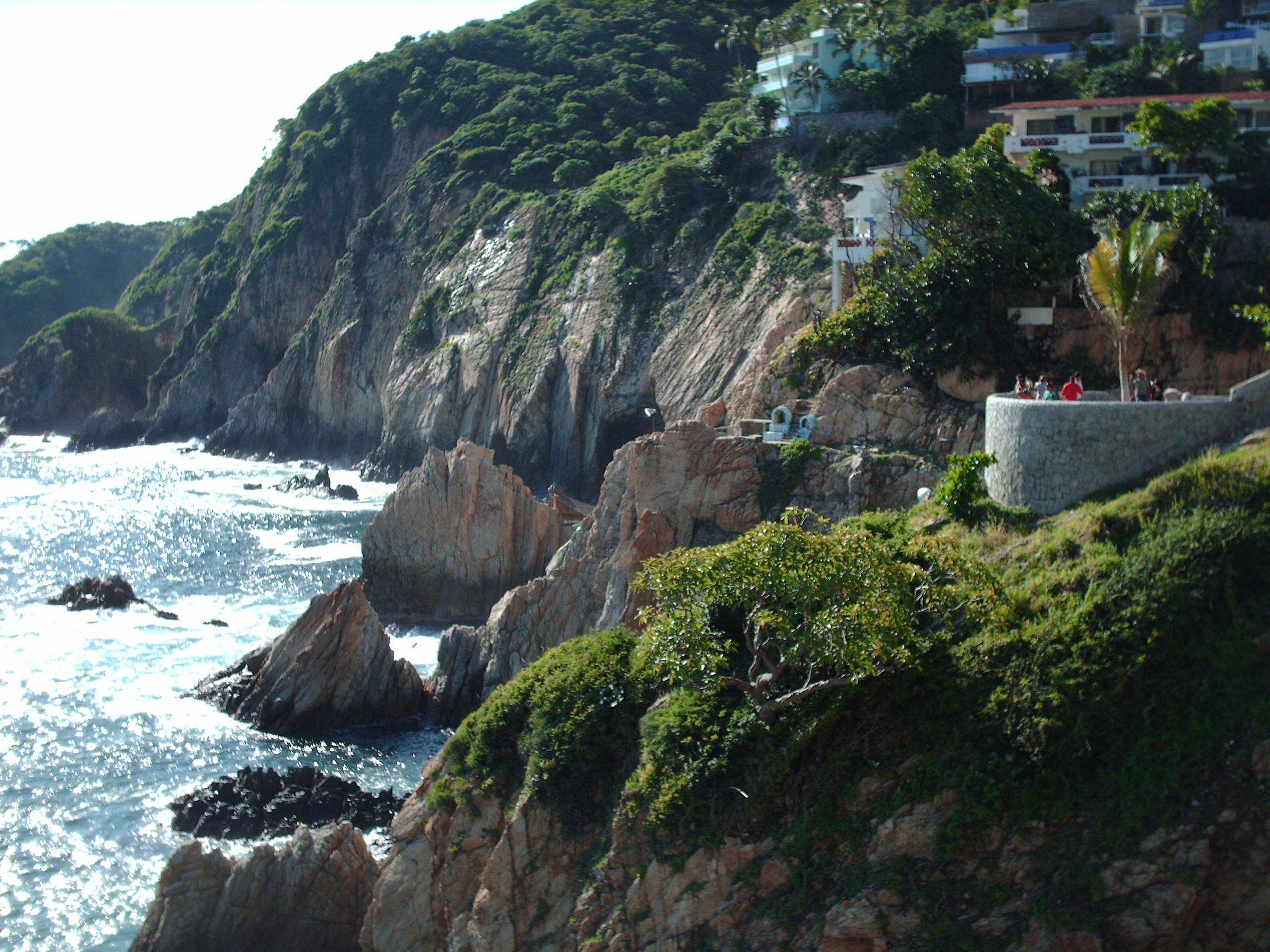
La Quebrada (Vedere laterală)
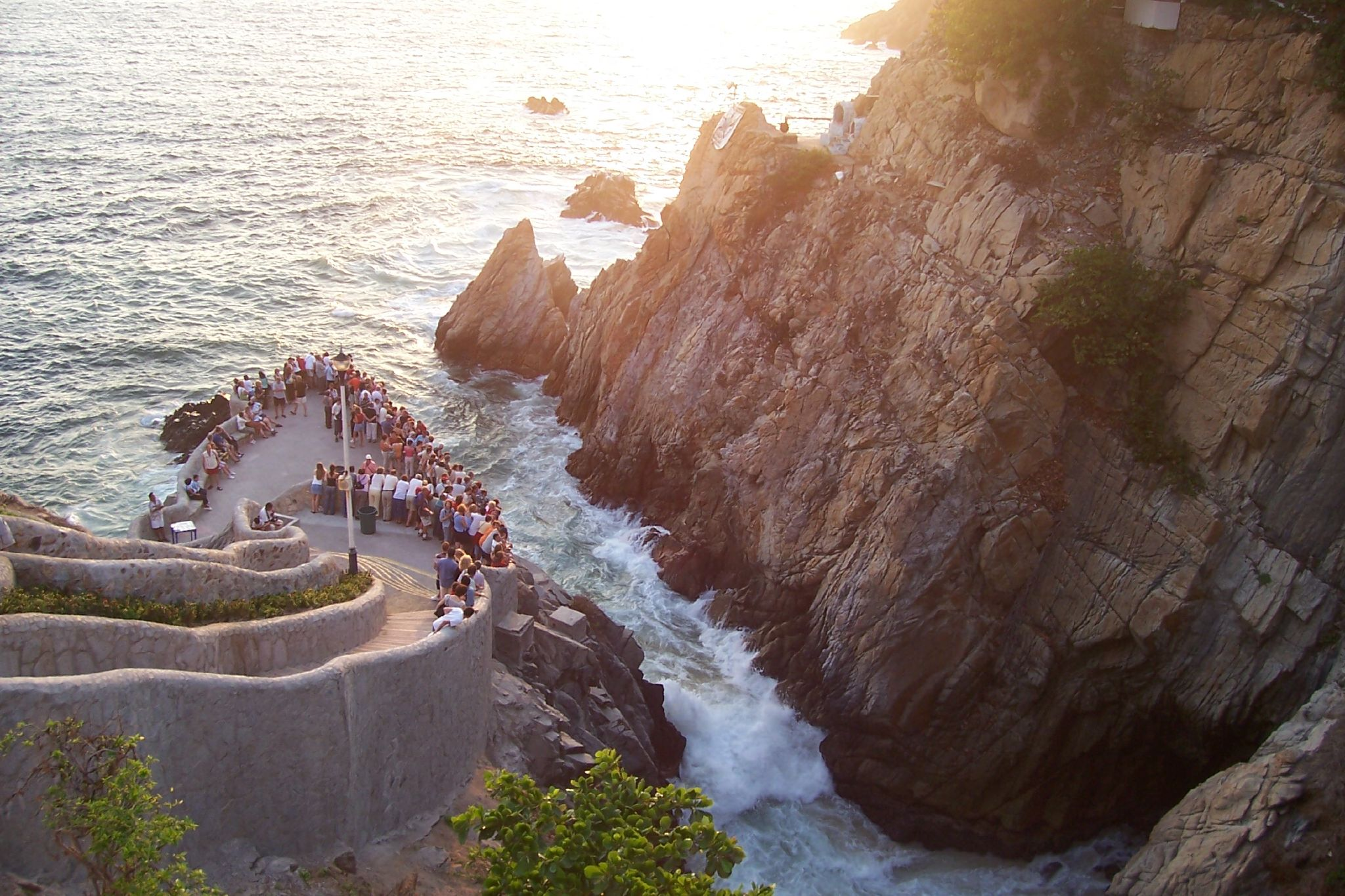
Vedere de sus
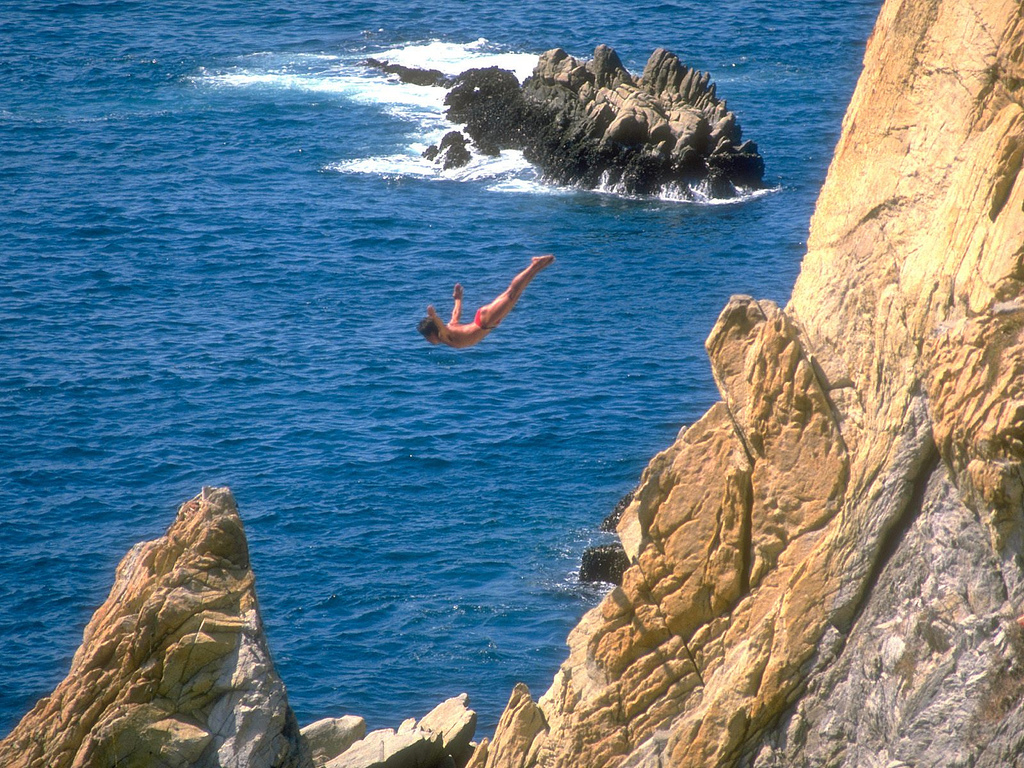
Clavados (un săritor)